# The War Is On
The War Is On è un singolo del gruppo musicale giapponese Coldrain, il secondo estratto dal loro terzo album in studio The Revelation, pubblicato il 13 maggio 2014 dalla Hopeless Records sotto licenza della VAP in Europa e in Nord America.

## Video musicale
Il video ufficiale del singolo, pubblicato il 25 luglio 2013 e diretto da Maxilla, vede scene dei Coldrain esibirsi all'interno di quello che sembra un aeroporto deserto a scene dove una donna mascherata si trova al centro di una sala occupata da altri uomini mascherati che, seduti intorno a lei, le puntano il dito contro. Successivamente la band stessa si trova al centro della sala, e si esibiscono davanti agli uomini mascherati. Il video si conclude con la band nuovamente nell'aeroporto e la donna, con ancora la maschera indossata, davanti a loro.
Successivamente il video è stato ripubblicato il 13 maggio 2014 sul canale YouTube della Hopeless Records.

## Tracce
Testi di Masato, musiche di Y.K.C.
1. The War Is On – 3:33